# Центральний парк (Нью-Йорк)
Центральний парк — Нью-Йорк Сіті парк — парк, розташований у центрі острова Мангеттен, Нью-Йорк, США. Займає площу 843 акрів (341 га).
Центральний парк простягається між П'ятою авеню і Централ Парк Вест у східно-західному напрямку та між 110-ю стріт і 59-ю стріт у південно-північному напрямку.
У цьому парку розкинулися стежки для прогулянок, штучні озера та ставки, спортивні майданчики й поля. Парк також має пташиний заповідник (англ. sanctuary).

## Історія

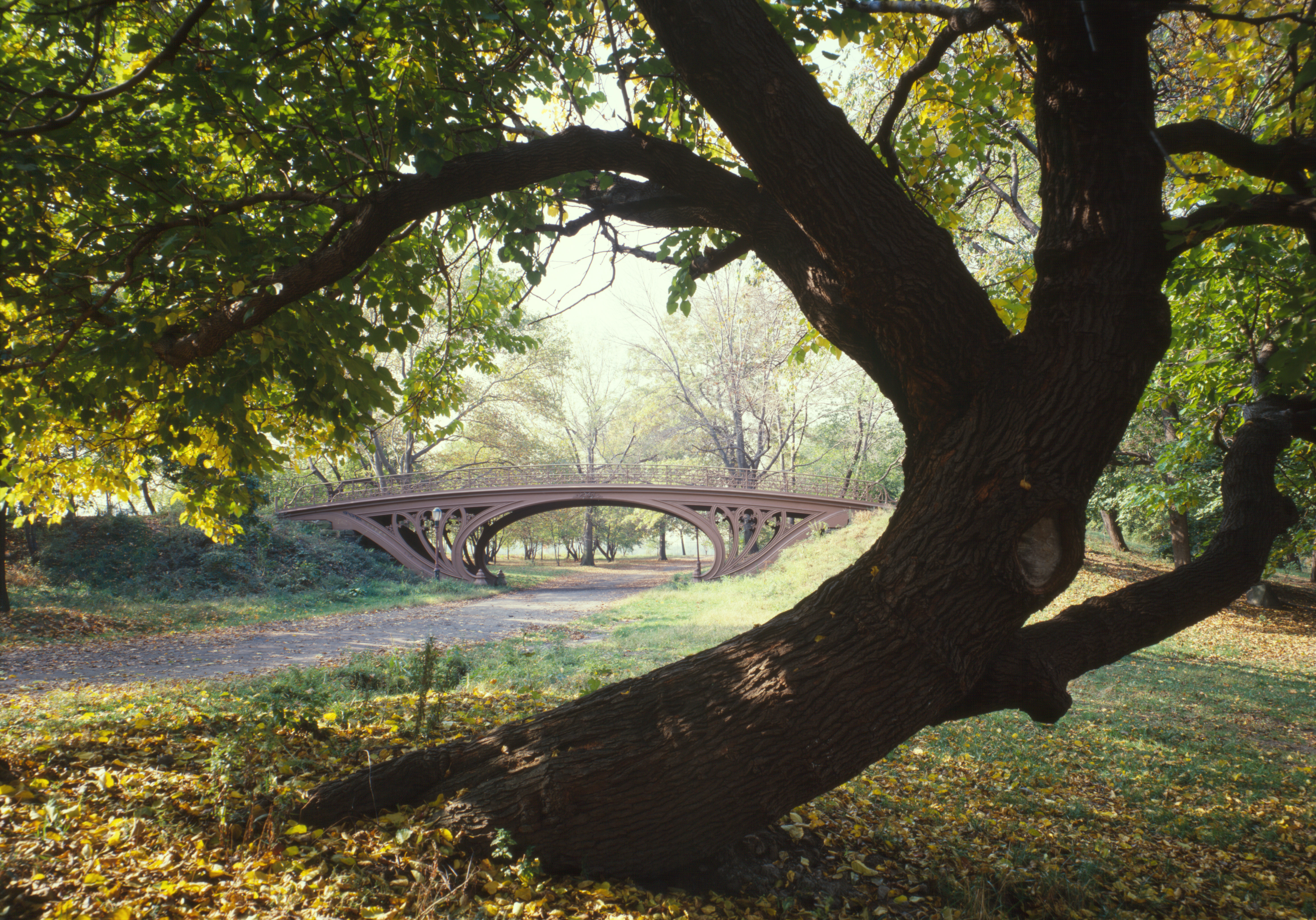
Центральний Парк

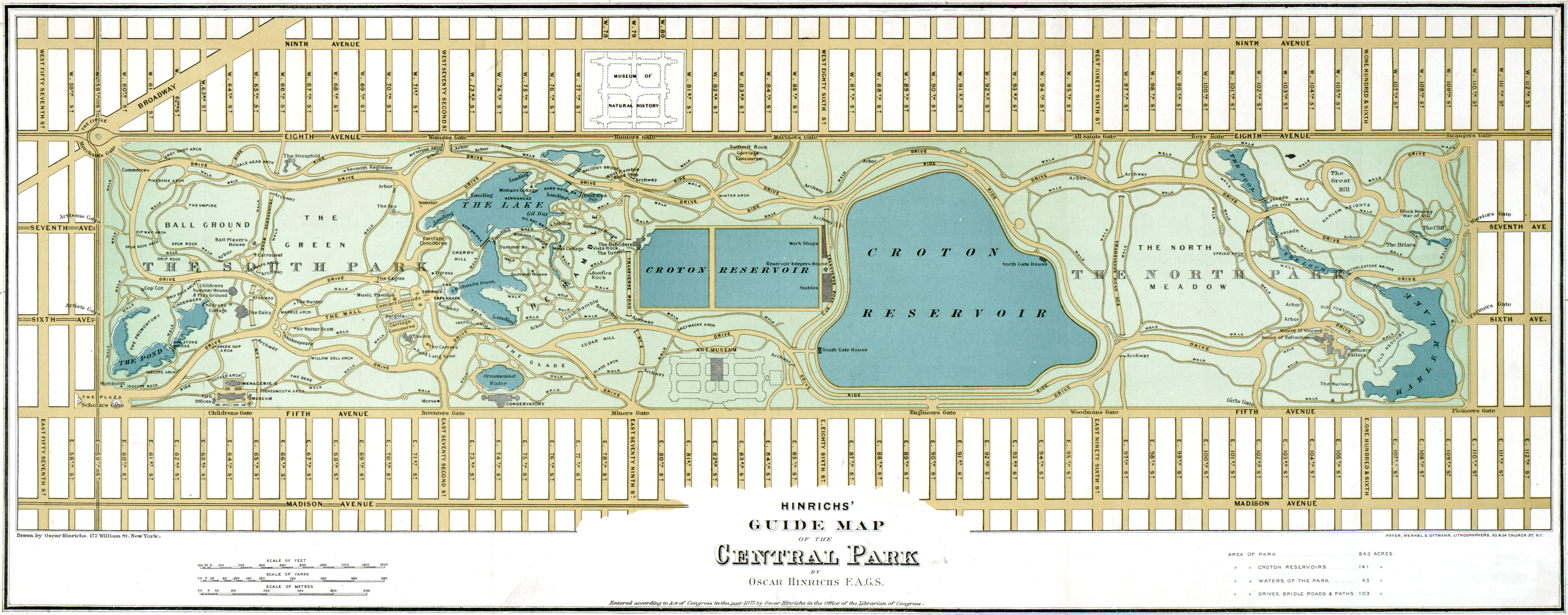
План 1875 року

Коли 1853 року влада Нью-Йорка виділила землю під міський парк, та територія була «пустелею» (було тільки невелике поселення рабів-утікачів) між Нью-Йорком і селом Гарлем. 1857 року був оголошений конкурс на концепцію парку. Виграв проєкт Фредеріка Олмстеда і Калверта Ваукса, відомий під назвою «Грінсворд план».
Будівництво парку продовжувалося 15 років, працювало над цим проєктом 20 тисяч працівників. Великою проблемою було перетворення боліт в об'єкти, придатні для парку. Це включало садіння кількох тисяч дерев і перевалку 3 млн кубометрів землі. Парк створений в англійському стилі, має багато великих галявин, пагорбів і кілька шляхів для пішоходів. Головна перевага парку — велика кількість дерев (26 тисяч), які майже повністю покривають муніципальні будівлі. Парк привабливий з ландшафтного погляду для відпочинку і занять спортом. Є ігрові майданчики для дітей. Існує також багато скульптур і Нью-Йоркський зоопарк. Серед десятків пам'ятників найбільшим і можливо найкрасивішим є пам'ятник королю Владиславу Ягайлу, авторства Станіслава Островського.
Відповідно до проєкту, парк повинен був бути місцем для відпочинку і медитації для ньюйоркців, і це, безумовно, вдалося реалізувати. Протягом тривалого часу парк був також одним зі способів соціального експерименту з асиміляції жителів Нью-Йорка з нижчих і вищих соціальних верств. 1980 року була створена організація під назвою «Центральний парк». Її функція — охорона, ремонт та догляд Центрального парку. У співпраці з владою Нью-Йорка вони зібрали близько 50 мільйонів доларів США на ремонт парку, дбаючи про видалення графіті. Завдяки їхнім зусиллям Центральний парк в наш час[коли?] — охайне, чисте місце для відпочинку в Нью-Йорку, який відвідують щороку 20 мільйонів людей.